# Rezerwat przyrody Prądy
Rezerwat przyrody „Prądy” – rezerwat torfowiskowy o powierzchni 36,77 ha, położony w pobliżu miejscowości Prądy, na terenie gminy Dąbrowa w województwie opolskim. Powołany został 19 lipca 2001 roku mocą rozporządzenia Wojewody Opolskiego. W rezerwacie przedmiotem ochrony jest dobrze zachowane torfowisko wysokie o pokładzie torfu dochodzącym do 4 m miąższości, częściowo porośnięte antropogenicznym borem bagiennym. Ekosystem zasługuje na ochronę ze względu na pełnione funkcje retencyjne oraz ciekawą szatę roślinną, rzadką dla kompleksu Borów Niemodlińskich.
Rezerwat jest jedną z ważniejszych w województwie opolskim ostoi mszaków, głównie torfowiskowych – naliczono ich aż 51 gatunków. Stwierdzono też występowanie 71 gatunków roślin naczyniowych, w tym gatunków chronionych – rosiczki okrągłolistnej i bagna zwyczajnego.
Do ciekawszych gatunków zwierząt zamieszkujących teren rezerwatu należy rzekotka drzewna.
Obszar rezerwatu podlega ochronie czynnej.